# Camilo Pino La Corte
Camilo Pino La Corte (Caracas, 1970) es un novelista venezolano, autor de Crema Paraíso (Alianza Editorial, 2020), Mandrágora (SED, 2017) y Valle Zamuro (Pre-Textos, 2011, PuntoCero 2012). 

## Biografía

### Primeros años
Es hijo del historiador Elías Pino Iturrieta. Fundó la revista Al Encuentro en 1986. Estudió periodismo en la Universidad Central de Venezuela y comunicación en la Universidad de Westminster, en Londres. Fue alumno del taller de poesía del Centro de Estudios Latinoamericanos «Rómulo Gallegos». 

### Trayectoria literaria
Su primera novela, Valle Zamuro (2011), ambientada en Venezuela en 1989 durante el Caracazo, es una novela iniciática en la que su protagonista, Alejandro Roca, se enfrenta a las convenciones sociales de su época, en una Caracas marcada por la violencia y la decadencia. Fue galardonada con el XV Premio de Novela Carolina Coronado. Almudena Grandes, calificó a la novela de "obra extraordinaria y espléndida". Valle Zamuro fue finalista del Premio de la Crítica de Venezuela del año 2011 y, ese mismo año, fue incluida en la lista de los diez mejores libros del año de Prodavinci.
En su segunda novela, Mándragora (2017), el autor incursiona en el género de ciencia ficción y el realismo gótico.
En 2020 publica Crema Paraíso, una novela protagonizada por Emiliano Dubuc, joven apático y bueno para nada y su padre, un poeta, arquetipo del macho escritor latinoamericano en pleno auge del boom y la revolución cubana, que sufre delirios de grandeza y está absolutamente convencido de que ganará en Premio Nobel. Crema Paraíso ha sido destacada por la crítica por su uso del humor, con el que desmitifica a los grandes escritores e intelectuales de los años 60, 70 y 80 en América Latina. El escritor Federico Vegas, entusiasmado con Crema Paraíso, dice que "a partir de su lectura quiere ser un escritor que vea a la literatura con placer" y que "Crema Paraíso me entretuvo y me trajo de vuelta. Se lo agradezco. Hay otros libros que te divierten y te dejan a la deriva."
Camilo Pino forma parte de la llamada literatura venezolana en el exilio o literatura de la diáspora, junto con escritores como Keila Vall de la Ville, Michelle Roche Rodríguez, Fedosy Santaella o Gustavo Valle.
Camilo Pino ha trabajado también como redactor creativo para la agencia de publicidad Leo Burnett y el canal de televisión por cable HBO. Fue agregado de prensa de la Embajada de Venezuela en el Reino Unido. Actualmente vive en Miami, donde se dedica a adaptar obras literarias para la televisión.

## Obras

### Novelas
- Valle Zamuro (Pre-Textos, 2011. PuntoCero 2011)
- Mandrágora (SED, 2017)
- Crema Paraíso (Alianza Editorial, 2020)

### Antologías
- El sabor de la eñe: Glosario de gastronomía y literatura (Instituto Cervantes, 2012)
- Pasaje de ida: 15 escritores venezolanos en el exterior (Editorial Alfa, 2013)
- Viaje One Way (SED, 2014)

## Premio
- XV Premio de Novela Carolina Coronado
- Finalista del Premio de la Crítica de Venezuela 2011